# Conflito pela Embaixada da Líbia em Minsk

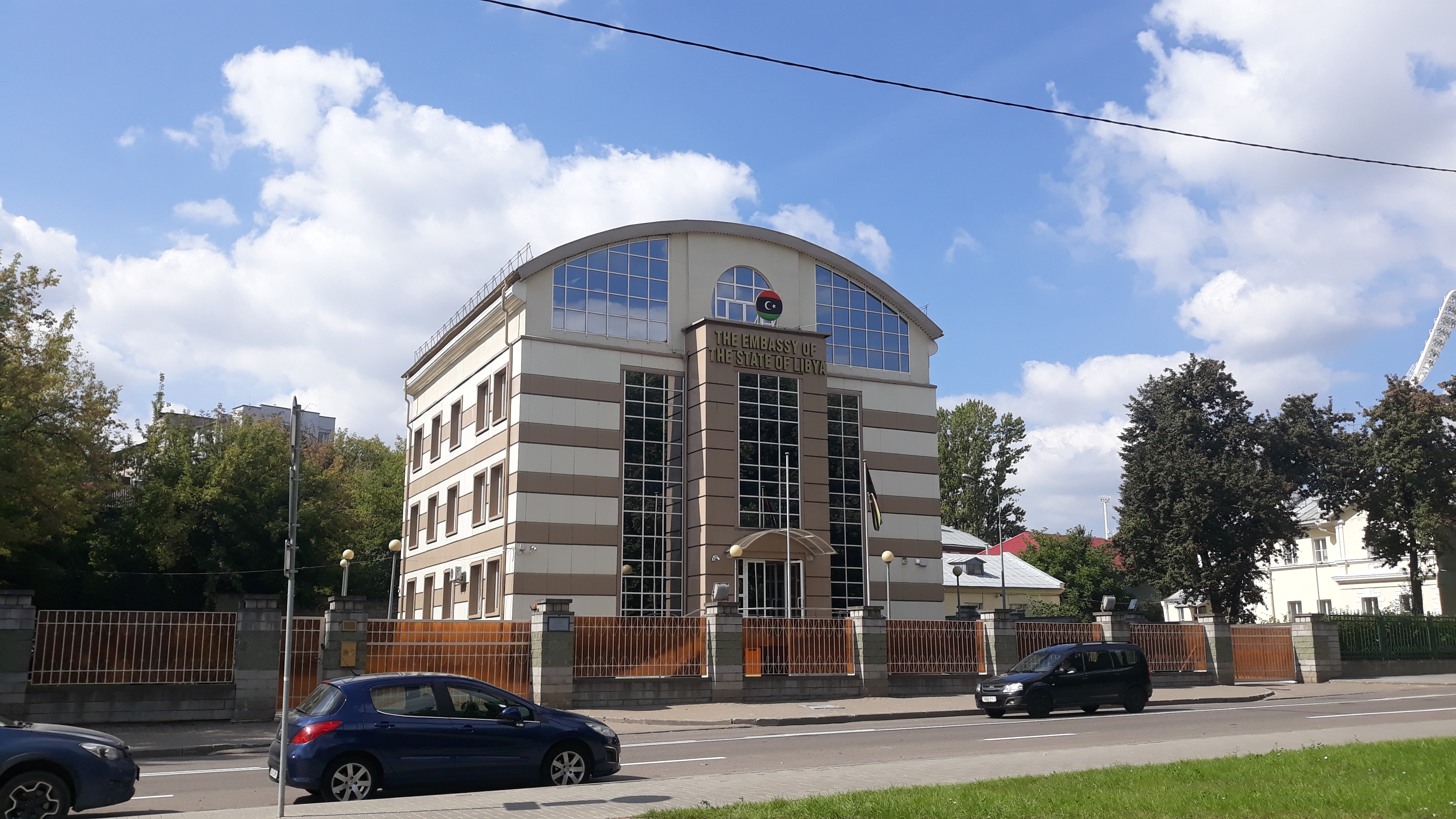
Foto da embaixada em 2019.

O conflito pela Embaixada da Líbia em Minsk ocorreu entre facções da Segunda Guerra Civil Líbia.
No edifício da missão diplomática estavam representantes do Câmara dos Representantes (Tobruque). Apoiantes do Governo do Acordo Nacional (Trípoli) decidem ficar com a embaixada.
O conflito começou depois que o ex-adido militar Ramadan Farjani se juntou aos representantes de Trípoli. Ele roubou vários milhões de dólares da conta da embaixada e contratou cidadãos da Bielorrússia e da Ucrânia para cometer um ataque à missão diplomática. Juntou-se a ele Emhimed Magravi (advogado provisório de Governo do Acordo Nacional).
Em julho 2020, militantes de Magravi e Farjani espancam encarregado de negócios interino da Líbia na Bielorrússia Muhammad Isteit. Após este caso, um acordo foi empresa militar privada com o RSB-Group (Rússia), que enviou seus funcionários para Minsk. Guardas russos guardam prédio.
Em 27 de agosto, partidários das autoridades de Trípoli (30 pessoas) atacaram o prédio. Começou a briga e o caos. A polícia chegou ao local dos eventos, após o que o ataque terminou. O governo bielorrusso disse que não intervirá no conflito, mas pediu às partes que respeitem a ordem.
Na noite de dezembro 20, houve uma provocação com a participação de PMCS RSB-Group, tentando tomar a Embaixada da Líbia no interesse do povo de Magravi e Farjani. A transferência para o outro lado foi devido à quebra do contrato de proteção da Embaixada. Polícia impede mais uma vez a apreensão do prédio.